# Ulverston
Ulverston är en stad och en civil parish i Cumbria i England. Orten har 11 524 invånare (2001).